# Bitwa pod Bouvines
Bitwa pod Bouvines – starcie zbrojne, które miało miejsce 27 lipca 1214 roku.
Bitwa była częścią konfliktu między królem Francji Filipem Augustem a władcą Anglii Janem bez Ziemi o ziemie, które w latach 1202–1204 Filip odebrał Janowi – Normandię, Maine, Anjou i Touraine.
Plany króla Francji dokonania inwazji na Anglię spełzły na niczym, wobec czego król francuski zebrał wojsko w celu ukarania swojego wasala, hrabiego Flandrii Ferdynanda Portugalskiego, który przeszedł na stronę Anglii. Ponieważ Filipowi nie udało się pokonać Ferdynanda, swoją szansę pokonania Francji zwietrzył tym razem Jan bez Ziemi i w lutym 1214 r. wyruszył do południowej Francji, gdzie zamierzał odbić swoje utracone posiadłości. Do króla angielskiego przyłączył się cesarz Otton IV z rodu Welfów, który zaatakował z północy.
W czerwcu 1214 r. Anglicy po zdobyciu Anjou zostali w końcu przez Francuzów zepchnięci na północ. W ślad za uciekającymi wrogami Francuzi ruszyli do Flandrii, gdzie w okolicach Bouvines w dniu 27 lipca starli się z siłami cesarza Ottona IV i Jana bez Ziemi. Relację z przebiegu bitwy opisał kronikarz Wilhelm Bretończyk. Bitwa była zacięta, a król francuski cudem uniknął śmierci po tym, gdy ściągnięto go z konia. W czasie bitwy godło Francji trzymał rycerz Gallon z Montigny.
O wyniku starcia zdecydował atak rycerstwa francuskiego. Cesarz Otton IV w panice opuścił pole bitwy. W rycerskim geście Filip nakazał naprawić złamane skrzydło orła cesarskiego, którego odesłał Ottonowi na znak zwycięstwa.
Zwycięstwo pod Bouvines oznaczało załamanie się potęgi Welfa i zmiany polityczne w Niemczech, bowiem rozstrzygnęło rywalizację o władzę pomiędzy rodami Welfów i Staufów. Jej skutkiem był także znaczny wzrost pozycji i prestiżu Francji w Europie.